# Phiaris obsoletana
Phiaris obsoletana is een vlinder uit de familie bladrollers (Tortricidae). De wetenschappelijke naam is voor het eerst geldig gepubliceerd in 1839 door Zetterstedt.
De soort komt voor in Europa.